# Vater unser im Himmelreich
Vater unser im Himmelreich ist ein Kirchenlied von Martin Luther. Es entstand 1538 oder 1539. Ein Autograph enthält die einzige erhaltene Notenschrift des Reformators. Im Evangelischen Gesangbuch ist es Lied 344, im Mennonitischen Gesangbuch das Lied 95 und im Evangelisch-Lutherischen Kirchengesangbuch² der SELK Lied 611.

## Entstehung
Das Lied schrieb Luther 1538 oder 1539 als Nachdichtung seiner Erklärungen zum Vaterunser im Kleinen Katechismus, um den evangelischen Christen das Gebet des Herrn in behaltbarer und singbarer Form nahezubringen.
1539 erschien eine erste gedruckte Fassung als Einblattdruck. Im selben Jahr wurde das Lied im Gesangbuch von Valentin Schumann senior abgedruckt.

## Textfassung des Evangelischen Gesangbuchs

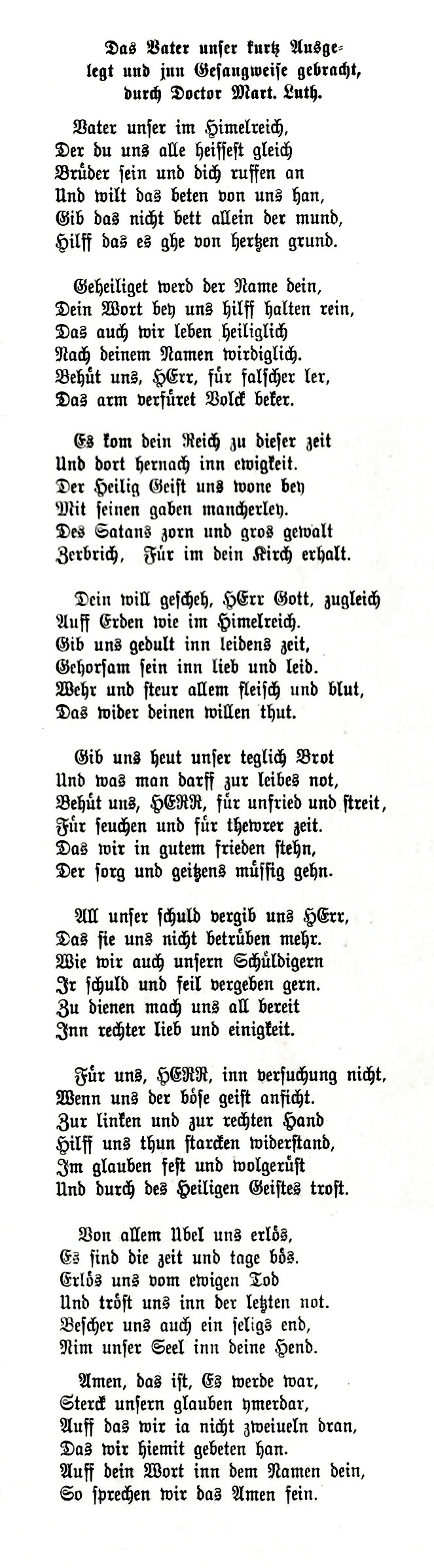
Luthers Text nach der Weimarer Werkausgabe

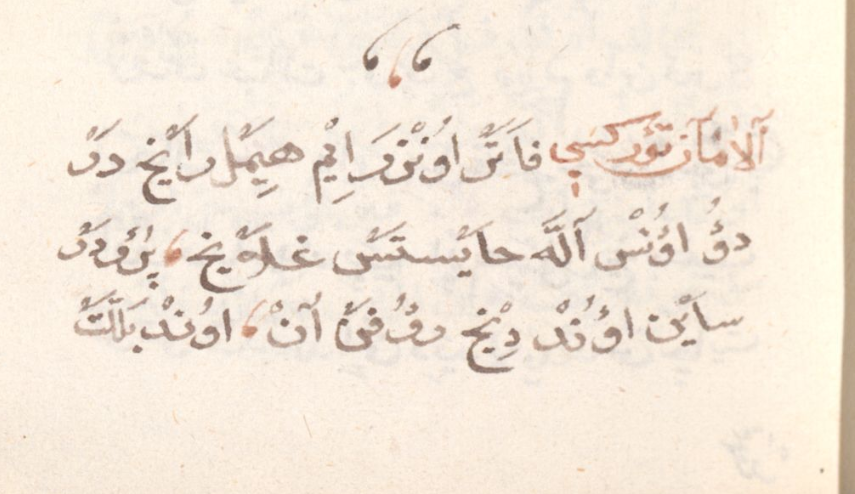
Erste Zeilen des Liedes in arabischer Schrift in einer osmanischen Liedersammlung, spätes 16. Jh.

Der Text wurde von Martin Luther mehrfach korrigiert und umgearbeitet, wie das Autograph zeigt.
Das Lied besteht aus neun Strophen, in denen die Anrede, die sieben Bitten und das Amen paraphrasiert und erklärt werden. Nicht berücksichtigt ist die Doxologie.
1
Vater unser im Himmelreich,
der du uns alle heißest gleich
Brüder sein und dich rufen an
und willst das Beten von uns han:
gib, dass nicht bet allein der Mund,
hilf, dass es geh von Herzensgrund.
2
Geheiligt werd der Name dein,
dein Wort bei uns hilf halten rein,
dass wir auch leben heiliglich,
nach deinem Namen würdiglich.
Behüt uns, Herr, vor falscher Lehr,
das arm verführet Volk bekehr.
3
Es komm dein Reich zu dieser Zeit
und dort hernach in Ewigkeit.
Der Heilig Geist uns wohne bei
mit seinen Gaben mancherlei;
des Satans Zorn und groß Gewalt
zerbrich, vor ihm dein Kirch erhalt.
4
Dein Will gescheh, Herr Gott, zugleich
auf Erden wie im Himmelreich.
Gib uns Geduld in Leidenszeit,
gehorsam sein in Lieb und Leid;
wehr und steu’r allem Fleisch und Blut,
das wider deinen Willen tut.
5
Gib uns heut unser täglich Brot
und was man b’darf zur Leibesnot;
behüt uns, Herr, vor Unfried, Streit,
vor Seuchen und vor teurer Zeit,
dass wir in gutem Frieden stehn,
der Sorg und Geizens müßig gehn.
6
All unsre Schuld vergib uns, Herr,
dass sie uns nicht betrübe mehr,
wie wir auch unsern Schuldigern
ihr Schuld und Fehl vergeben gern.
Zu dienen mach uns all bereit
in rechter Lieb und Einigkeit.
7
Führ uns, Herr, in Versuchung nicht,
wenn uns der böse Geist anficht;
zur linken und zur rechten Hand
hilf uns tun starken Widerstand
im Glauben fest und wohlgerüst’
und durch des Heilgen Geistes Trost.
8
Von allem Übel uns erlös;
es sind die Zeit und Tage bös.
Erlös uns vom ewigen Tod
und tröst uns in der letzten Not.
Bescher uns auch ein seligs End,
nimm unsre Seel in deine Händ.
9
Amen, das ist: es werde wahr.
Stärk unsern Glauben immerdar,
auf dass wir ja nicht zweifeln dran,
was wir hiermit gebeten han
auf dein Wort in dem Namen dein.
So sprechen wir das Amen fein.
Choralmelodie aus Valentin Schumanns Gesangbuch von 1539:

## Musik

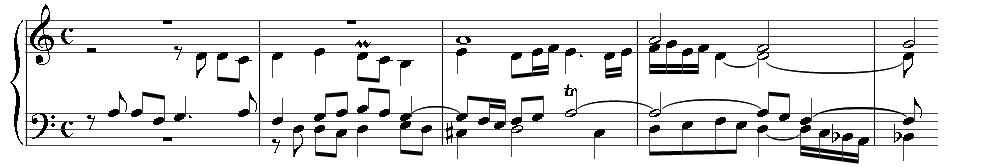
Vater unser im Himmelreich von J. Pachelbel

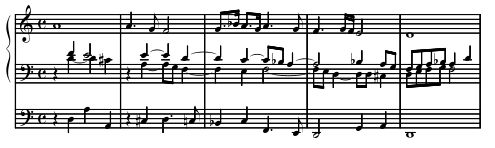
Vertonung von D. Buxtehude, BuxWV 219

Die Melodie wurde von Luther nach dem Tischsegen des Mönchs von Salzburg und einer Weise aus dem Gesangbuch der Böhmischen Brüder von 1531 geschaffen.
Verschiedene Komponisten schufen Choralbearbeitungen. Michael Praetorius, Jacob Praetorius der Jüngere, Samuel Scheidt, Heinrich Scheidemann und Johann Pachelbel vertonten das Lied in Choralvorspielen. Jacob van Eyck beginnt seine Sammlung für Blockflöte Der Fluyten Lust-hof mit Variationen über Onse Vader in Hemelryck.  Von Dieterich Buxtehude gibt es zwei Choralvorspiele, ebenfalls von Georg Böhm, die fälschlicherweise Bach als BWV 760 und 761 zugeschrieben wurden. Johann Sebastian Bach vertonte die Hymne im Orgelbüchlein (BWV 636) und komponierte zwei Fassungen im Teil III seiner Clavierübung. Die Melodie erscheint auch in seinen Kantaten Es reißet euch ein schrecklich Ende, Nimm von uns, Herr, du treuer Gott, Herr, deine Augen sehen nach dem Glauben, und die Strophe Dein Will gescheh erklingt in der Johannespassion. Schließlich gibt es Bearbeitungen von Felix Mendelssohn Bartholdy (6. Orgelsonate) und Max Reger (52 Choralvorspiele für Orgel, Op. 67). David Maslanka verarbeitete den Choral in seinem Werk Give Us This Day, das sich auch im Titel auf das Vaterunser bezieht.